# Fritz Morzik

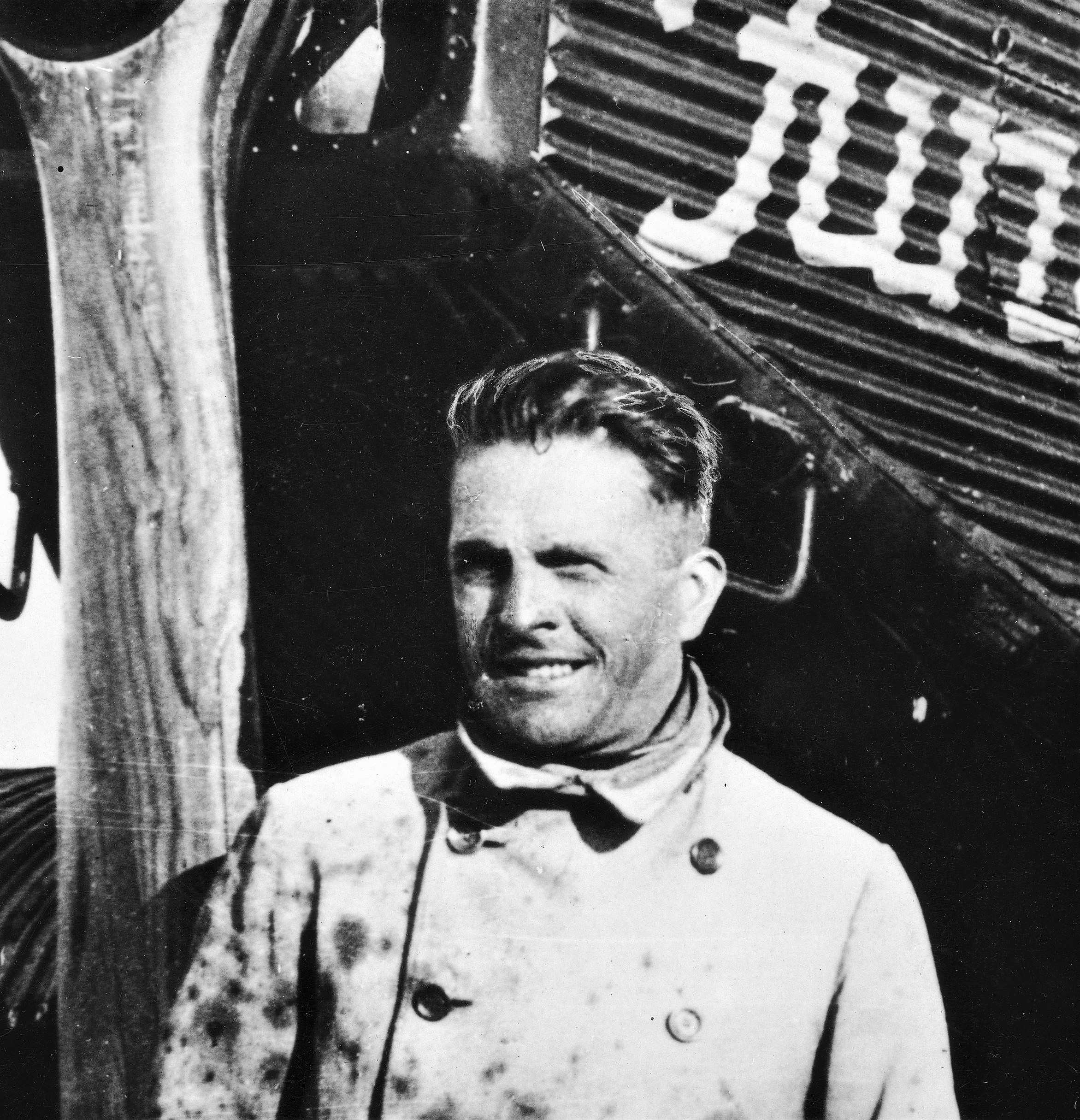
Friedrich-Wilhelm Morzik (Fritz Morzig) (1891–1985)

Friedrich-Wilhelm „Fritz“ Morzik (* 10. Dezember 1891 in Passenheim; † 17. Juni 1985 in Freudenstadt) war ein deutscher Pilot, Sportflieger, Fluglehrer und im Rang eines Generalmajors Kommandeur der deutschen Transportflieger im Zweiten Weltkrieg.

## Leben

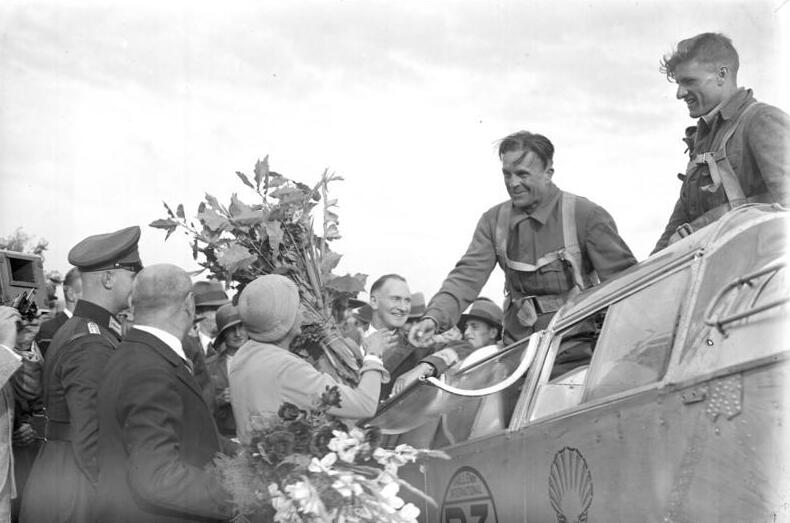
Fritz Morzik nach dem Europaflug in Berlin-Tempelhof, 1930

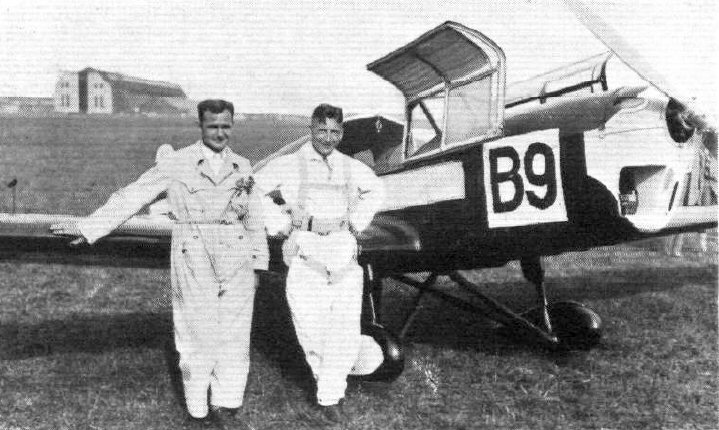
Fritz Morzik (links) und Reinhold Poss (rechts) – Gewinner des 3. und 2. Platzes bei der Europarundflug 1932 mit dem Flugzeug Klemm Kl 32 von Poss.

Morzik war Sohn eines Mühlenwerkführers. Er war damit einer der ganz wenigen Generäle der Wehrmacht, dessen Vater der Arbeiterklasse angehörte. Schon vor Beginn des Ersten Weltkriegs war Fritz Morzik Beobachter in einer Feldfliegerabteilung (FFA) des Deutschen Heeres. 1915 wurde er zum Flugzeugführer ausgebildet und Mitglied der Fliegerabteilung „300 'Pascha'“ des „Asien-Korps“, das im Nahen Osten zur Unterstützung der türkischen Regierung operierte. Nach dem Krieg arbeitete er kurz für die Polizei-Flieger-Staffel in Breslau, von 1921 bis 1922 für den „Deutschen Aero-Lloyd“ in Berlin und von 1923 bis 1928 beim Flugzeugwerk Junkers in Dessau. Anschließend war er als Fluglehrer an der Deutschen Verkehrsfliegerschule (DVS) in Braunschweig tätig. 1928 wurde er Vizedirektor der Verkehrsfliegerschule in Staaken bei Berlin, schließlich ihr Direktor.
Morzik war zudem als Sportpilot aktiv. Er war 1929 der erste Sieger des „Wanderpreises des internationalen Rundfluges“ („Europaflug“ genannt, frz.: „Challenge International de Tourisme“) und gewann die zweite Austragung im Jahre 1930 mit Messerschmitt-Flugzeugen. Nachdem sich seine Messerschmitt M29 in Vorbereitungsflügen zum Wettbewerb 1932 nicht bewährt hatte, wurde Elly Beinhorn gezwungen, zu seinen Gunsten auf die Teilnahme zu verzichten und ihm ihr Flugzeug, eine Heinkel He 64, abzutreten. Morzik wurde Zweiter. Auch an der vierten und letzten Austragung 1934 nahm er teil. Wegen eines Motorschadens konnte Morzik diesen Wettbewerb aber nicht beenden. Er war der einzige Pilot, der an allen vier Wettbewerben teilnahm. Nach seinem Sieg 1929 wurde Morzik mit dem „Goldenen Band der Sportpresse“ ausgezeichnet.
Am 1. Mai 1934 trat Fritz Morzik im Rang eines Hauptmannes in die deutsche Reichswehr ein und wurde Kommandeur einer Flugzeugführerschule. Während des Zweiten Weltkriegs war er vom 1. August 1939 bis 1. August 1941 Geschwaderkommodore des Kampfgeschwaders z.b.V. 1. Anschließend war er General der Transportflieger zunächst im Rang eines Obersten, ab 1. Oktober 1943 in dem eines Generalmajors. Als solcher organisierte er die Versorgung der Soldaten während der fünfmonatigen Kesselschlacht von Demjansk Anfang 1942. Am 16. April 1942 erhielt Morzik dafür das Ritterkreuz des Eisernen Kreuzes.
Am 10. Februar 1945 wurde Morzik zum „Lufttransportchef der Wehrmacht beim O.K.L“ ernannt. Er übernahm die bisherigen Aufgaben des XIV. Fliegerkorps sowie die des Generals der Transportflieger.

## Schriften
- Die deutschen Transportflieger im Zweiten Weltkrieg. Die Geschichte des „Fußvolkes der Luft“. Bernard & Graefe Verlag für Wehrwesen, Frankfurt am Main 1966.